# Meyer Lansky (мікстейп)
Meyer Lansky — мікстейп американського репера Тоні Єйо, виданий 3 серпня 2011 р. Гости: Superstar Jay, Лав Дінеро. Реліз ексклюзивно випустили на DatPiff. Оформлення: Блейк Ґестон. 
Мікстейп названо на честь мафіозі Меєра Ланскі, засновника Національного злочинного синдикату. «Shot Caller» записано на біт однойменної пісні у виконанні French Montana з участю Чарлі Рока.

## Список пісень
| #   | Назва                                                     | Тривалість |
| --- | --------------------------------------------------------- | ---------- |
| 1.  | «Intro»                                                   | 0:44       |
| 2.  | «Over High»                                               | 2:44       |
| 3.  | «Bag Up» (з участю Fred the Godson та Danny Brown)        | 2:19       |
| 4.  | «Dead Rappers» (з участю Styles P, Problemz та Desperado) | 4:21       |
| 5.  | «White Sheets»                                            | 0:15       |
| 6.  | «White Sheets» (з участю Yo Gotti та Waka Flocka Flame)   | 5:06       |
| 7.  | «Shot Caller»                                             | 2:22       |
| 8.  | «Haters» (з участю 50 Cent, Shawty Lo та Roscoe Dash)     | 3:41       |
| 9.  | «Thug Life» (з участю Slim the Mobster)                   | 3:07       |
| 10. | «Money 2 Burn» (з участю Curren$y та P Reala)             | 3:34       |